# Livingstone Supongo
Livingstone supongo és un videojoc de tipus videoaventura desenvolupat per l'empresa espanyola Ópera Soft el 1986 per als ordinadors de l'època: Sinclair ZX Spectrum, MSX, Amstrad Cpc, Amstrad PCW, Commodore 64, Atari ST i PC. En cada una d'elles s'espremen al màxim els recursos de cada plataforma.
Al Regne Unit va ser distribuït per Alligata Software amb el nom Livingstone, I Presume
En el joc s'encarna l'històric explorador Henry Stanley en la seva recerca per l'Àfrica de l'època colonial al missioner i explorador David Livingstone. Per a això el jugador compta amb 3 armes (bumerang, ganivet, granada) i una perxa amb què depassar grans obstacles, a més del seu propi salt. Al camí s'interposen des d'animals fins a nadius a través de rius, jungles, poblats, mines, temples maleïts i coves fosques.
Està dividit en dues parts. En la primera haurem d'avançar a través del mapa fins a trobar el temple i alhora localitzar les cinc gemmes precioses sense les quals no ens serà permès entrar al temple i sense les quals per tant finalitzar el joc. Una vegada localitzat el temple una nadiua ens obsequiarà amb una dansa. La segona zona del joc té un caràcter més lineal, comptant amb una gran dificultat.
En 1989, Ópera Soft va desenvolupar una seqüela: Livingstone Supongo II.

## Autors
- Programa : José Antonio Morales Ortega
- Gràfics : Carlos A. Díaz de Castro